# Partito Democratico Costituzionale (Russia)
Il Partito Democratico Costituzionale (in russo Конституционно-демократическая партия?) o Partito dei Cadetti (dalle iniziali K-D) fu un partito di ispirazione liberale agli inizi del XX secolo in Russia.

## Storia
Il partito dei “Cadetti" nacque durante la Rivoluzione russa del 1905, ed entrò nel nuovo parlamento istituito nel 1906, la Duma. Con la rivoluzione del marzo 1917 (Rivoluzione di febbraio secondo il calendario giuliano) e la conseguente caduta del governo zarista di Nicola II, si era venuto a costituire un governo provvisorio, formato principalmente dai membri della Duma e guidato dal principe Georgij L'vov.
Il programma di tale governo era quello di proseguire la prima guerra mondiale a fianco dei vecchi alleati (Francia ed Inghilterra) e, al contempo, di promuovere riforme politiche ed economiche atte ad una profonda modernizzazione ed occidentalizzazione del sistema russo, che era ormai antiquato e superato.
Il partito costituzionale-democratico, per le iniziali chiamato partito dei cadetti, raccoglieva le forze di ispirazione borghese liberale che miravano alla formazione di un parlamento elettivo sul modello occidentale e di uno Stato di matrice monarchica e costituzionale. Fece parte del Governo provvisorio panrusso.

## Principali figure del Partito dei Cadetti
Le principali figure del partito dei cadetti furono:
- Georgij L'vov
- Pavel Nikolaevič Miljukov
- Vladimir Dmitrievič Nabokov
- Nikolaj Vissarionovič Nekrasov
- Sergei Ol'denburg
- Pëtr Berngardovič Struve
- Ariadna Tyrkova-Williams
- Vladimir Vernadskij